# Lennier
Lennier es un personaje del universo ficticio de la serie de televisión de ciencia ficción Babylon 5, interpretado por Bill Mumy. Es minbari y actúa como ayudante de la embajadora Delenn durante la mayor parte de la serie. 

## Descripción del personaje
Al igual que Delenn era acólita de Dukhat, Lennier es el fiel acólito de la embajadora minbari Delenn durante cinco años. Miembro del Tercer Santuario de Chu'Domo de la casta religiosa y un luchador feroz, más tarde se une a los rangers . Tenía familia a bordo de la nave Estella Negra cuando fue destruida por el comandante de Babylon 5 John Sheridan. Aunque otros minbari sintieron mucha animosidad hacia Sheridan, ya que sentían que había actuado deshonrosamente al destruirlo, Lennier no tiene resentimientos, aparentemente entendiendo por qué Sheridan lo había hecho. 
En el episodio El día de los muertos, Lennier se enfrenta al fantasma de Morden, el humano que trabajó con las Sombras. Morden predice que Lennier algún día traicionará a los rangers. Este encuentro presagia varios eventos posteriores de la serie. 
Entre los pocos amigos de Lennier están Vir Cotto y Marcus Cole . 
En la tercera temporada se revela que Lennier está secretamente enamorado de Delenn. Sin embargo, le explica a Marcus Cole que "no es un amor romántico como lo vosotros los entenderíais", sino "algo más noble". 
Lennier no actúa según sus sentimientos debido a la relación de ella con John Sheridan. Solo le confiesa sus sentimientos cuando él y Delenn quedan atrapados en el hiperespacio afrontando la muerte, pero Delenn, que siempre había sabido de sus sentimientos por ella, finge que no había escuchado su confesión para evitarle la vergüenza. 
Los sentimientos de Lennier acaban por causar su caída. Cuando Sheridan sufre un accidente a bordo de un estrella blanca (Objetos en reposo), Lennier, al ver la oportunidad de eliminar a su rival, se niega a ayudarlo y huye, dejándolo para que muera. Casi inmediatamente se arrepiente y regresa, pero para entonces Sheridan ya ha logrado rescatarse a sí mismo. Lennier huye, profundamente avergonzado de lo que ha hecho. Hace una llamada final e imposible de rastrear a Delenn en la que les pide perdón a ella y a Sheridan, y jura que no volverá a verla hasta haberse redimido. Con esto cumple la predicción de Morden sobre su traición a los rangers. 
La serie dejó el destino final de Lennier en el aire, aunque en el final de la serie Durmiendo en la luz se da a entender que Lennier habría fallecido. En el comentario para ese episodio incluido en el DVD Straczynski dijo sobre el destino de Lennier: "Esa es una historia muy triste, y tal vez la cuente algún día". 
En The Babylon 5 Scripts of J. Michael Straczynski: TV Movies, fue finalmente confirmado que tanto Lennier como Lyta Alexander murieron en la explosión de la sede del Cuerpo Psíquico durante la Guerra Telépata.